# RFL Championship 1975-76
El Championship de 1975-76 fue la 81.º edición del torneo de rugby league más importante de Inglaterra.

## Formato
Los equipos se enfrentaron en formato de todos contra todos en condición de local y de visitante, el equipo que terminó en la primera posición al finalizar el torneo se coronó campeón, mientras que los últimos cuatro equipos descendieron.
Se otorgaron 2 puntos por cada victoria, 1 por el empate y 0 por la derrota.

## Desarrollo

### Tabla de posiciones
| Pos. | Equipo               | Encuentros | Encuentros | Encuentros | Encuentros | Tantos | Tantos | Puntos |
| Pos. | Equipo               | PJ         | PG         | PE         | PP         | F      | C      | Puntos |
| ---- | -------------------- | ---------- | ---------- | ---------- | ---------- | ------ | ------ | ------ |
| 1    | Salford Red Devils   | 30         | 22         | 1          | 7          | 555    | 350    | 45     |
| 2    | Featherstone Rovers  | 30         | 21         | 2          | 7          | 526    | 348    | 44     |
| 3    | Leeds Rhinos         | 30         | 21         | 0          | 9          | 571    | 395    | 42     |
| 4    | St Helens RFC        | 30         | 19         | 1          | 10         | 513    | 315    | 39     |
| 5    | Wigan Warriors       | 30         | 18         | 3          | 9          | 514    | 399    | 39     |
| 6    | Widnes Vikings       | 30         | 18         | 1          | 11         | 448    | 369    | 37     |
| 7    | Wakefield Trinity    | 30         | 17         | 0          | 13         | 496    | 410    | 34     |
| 8    | Hull Kingston Rovers | 30         | 17         | 0          | 13         | 446    | 472    | 34     |
| 9    | Castleford Tigers    | 30         | 16         | 1          | 13         | 589    | 398    | 33     |
| 10   | Warrington Wolves    | 30         | 15         | 2          | 13         | 381    | 456    | 32     |
| 11   | Bradford Northern    | 30         | 13         | 1          | 16         | 454    | 450    | 27     |
| 12   | Oldham RLFC          | 30         | 11         | 1          | 18         | 380    | 490    | 23     |
| 13   | Dewsbury Rams        | 30         | 10         | 1          | 19         | 287    | 484    | 21     |
| 14   | Keighley Cougars     | 30         | 7          | 0          | 23         | 274    | 468    | 14     |
| 15   | Huddersfield Giants  | 30         | 5          | 0          | 25         | 370    | 657    | 10     |
| 16   | Swinton Lions        | 30         | 3          | 0          | 27         | 238    | 581    | 6      |

|  | Campeón.                      |
|  | Desciende a segunda división. |

| Bandera de Inglaterra      |
| Campeón Salford Red Devils |
| Sexto título               |